# Lappula fruticulosa
Lappula fruticulosa är en strävbladig växtart som beskrevs av Ovczinnikova. Lappula fruticulosa ingår i släktet piggfrön, och familjen strävbladiga växter. Inga underarter finns listade i Catalogue of Life.